# 宇宙人 (漫画)
「宇宙人」（うちゅうじん）は、藤子・F・不二雄（発表時は藤子不二雄名義）のSF漫画。

## あらすじ
宇宙人マニアの福島は、念願かなって「オデュッセイ計画」のメンバーとなった。外宇宙へ飛び出し、他の知的生命体とのコンタクトを求めた一行は、ある恒星系の第三惑星に降り立つ。

## 備考
福島の住む星（地域）は、昭和後期（想像上の近未来）の日本のような描写となっている。伝説、歴史の描写においては、イカロスやライト兄弟、アポロ計画を思わせる部分があるが、固有名詞は登場していない。